# Navolga Corona
La Navolga Corona è una struttura geologica della superficie di Venere.